# Aangemelde instantie

Representatie CE-markering

Een aangemelde (keurings)instantie (AKI) of notified body (NB, NoBo) is een door een overheid aangewezen keurings- of testinstituut dat van producten moet testen of zij aan de daarvoor geldende (Europese) richtlijnen voldoen.
In Nederland worden deze instanties voornamelijk door het ministerie van Infrastructuur en Milieu en het ministerie van Sociale Zaken en Werkgelegenheid aangewezen en aangemeld in Brussel. Na aanmelding wordt ook wel gesproken over een Aangewezen Aangemelde KeuringsInstelling (AAKI).

## Aangemelde instantie, CE-markering en zelfdeclaratie
Pas als een product aan de Europese richtlijnen voldoet mag het in de EU op de markt worden gebracht. Een fabrikant of importeur dient daarom aan te kunnen tonen en te verklaren dat zijn product hieraan voldoet en moet dat visueel kenbaar maken door het aanbrengen van de CE-markering op het product. Dit wordt zelfdeclaratie of fabrikantenverklaring genoemd.
Toch is bij CE-markering inschakeling van een aangemelde instantie in bepaalde gevallen verplicht. Daar waar extra aandacht is vereist, zoals bij medische apparatuur, radioapparatuur etc., dienen de uitgevoerde testen onafhankelijk te worden beoordeeld, dit heet de overeenstemmingsbeoordeling.

## Overeenstemmingsbeoordeling door een aangemelde instantie
De procedure voor de overeenstemmingsbeoordeling met een Europese richtlijn is in de meeste gevallen min of meer gelijk, het grootste verschil is of er een verplichting bestaat tot het inschakelen van een aangemelde instantie of niet. Als onafhankelijke beoordeling door een aangemelde instantie wel verplicht is bestaan er over het algemeen vier methoden:
1. Overeenstemmingsbeoordeling door verificatie (certificatie) van het kwaliteitssysteem, meestal ondersteund door de volgende onderzoeken:
2. Type-ontwerponderzoek (ontwerpbeoordeling, dit gebeurt indien er duidelijke normen en regels als onderbouwing gehanteerd zijn)
3. Type-testonderzoek (hierbij wordt een reeds geproduceerd product aan beproevingen onderworpen)
4. Toezicht tijdens de fabricage (hierbij worden diverse onderdelen van het proces tijdens de fabricage beoordeeld).

Indien inschakelen van een aangemelde instantie niet noodzakelijk is kan zelf een CE-markering geplaatst worden.

## Voorbeelden
Enkele aangemelde instanties in Nederland zijn:
- BSI Group (instantie voor CE-markering voor verschillende producten in de industrie (o.a. PPER, CPR, GAR en PED) en medische hulpmiddelen (o.a. MDR/IVDR)
- DEKRA (constructie, explosieveiligheid, machinerichtlijn, EMC, Low Voltage Directive, geluid)
- KEMA (EMC)
- Kiwa NV (gastoestellen, radio, EMC, Low Voltage Directive, drukapparatuur)
- TNO (brandbestrijdingsapparatuur)
- Lloyd's Register (drukapparatuur, PED, TPED, scheepvaart)
- Ricardo plc (spoorwegen)
- Efectis (brandwerendheid en materiaalgedrag)
- Peutz (akoestische eigenschappen, brandwerendheid en materiaalgedrag)

Een aangemelde instantie in België is:
- Vinçotte (ATEX, machinerichtlijn, PED)